# Tomaso Albinoni
Tomaso Giovanni Albinoni, född 8 juni 1671 i Venedig, Italien, död 17 januari 1751 i Venedig, var en italiensk tonsättare. 

## Biografi
Albinoni var äldste son till en venetiansk köpman. Han blev snart en mycket produktiv tonsättare av operor i napolitansk stil. Totalt skapade han 51 operor, varav endast fem finns bevarade i sin helhet eller till större delar: Zenobia, regina de' Palmireni, Pimpinone, Il tiranno eroe, I rivali generosi och La Statira. Albinoni komponerade även kyrkliga verk, världsliga kantater, kammarmusik såsom sonater och solokonserter bland annat för oboe.

## Felaktigt tillskriven
Den idag berömda Adagio i g-moll är de facto inte komponerad av Albinoni, utan av 1900-talets Albinoni-specialist Remo Giazotto.

## Övrigt
Asteroiden 7903 Albinoni är uppkallad efter honom.